# Нијепор-Делаж NiD-42
Нијепор-Делаж NiD-42 (фр. Nieuport-Delage NiD-42) је француски ловачки авион. Авион је први пут полетео 1924. године. 

Највећа брзина у хоризонталном лету је износила 265 km/h. Размах крила је био 12,00 метара а дужина 7,50 метара. Маса празног авиона је износила 1260 килограма, а нормална полетна маса 1808 kg.

## Наоружање
| Наоружање авиона: Нијепор-Делаж |          |
| Ватрено (стрељачко) наоружање   |          |
| Топ                             |          |
| Митраљез                        |          |
| Број и ознака митраљеза         | 3 Викерс |
| Калибар                         | 7,7      |
| Бомбардерско наоружање (бомбе)  |          |
| Ракетно наоружање (ракете)      |          |